# Johann Friedrich Schwencke

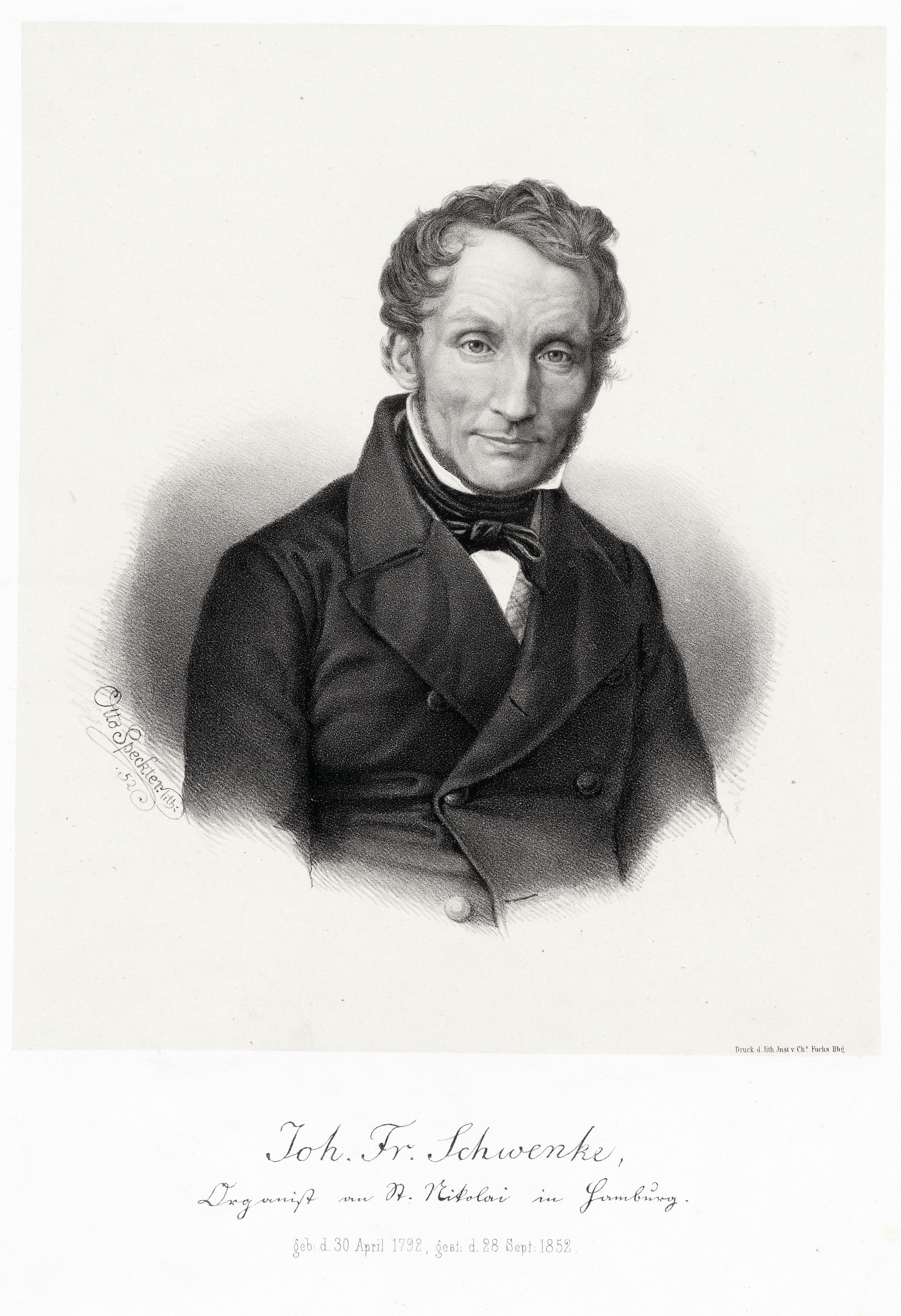
Johann Friedrich Schwencke, Lithographie von Otto Speckter (1852)

Johann Friedrich Schwencke (* 30. April 1792 in Hamburg; †  28. September 1852 ebenda) war ein deutscher Organist und Komponist.

## Leben
Johann Friedrich Schwencke gehörte einer Familie von Kirchenmusikern an, die das musikalische Leben Hamburgs über Generationen prägte. Er war ein Sohn von Christian Friedrich Gottlieb Schwencke, sein jüngerer Bruder Carl (1797–1870) war ebenfalls als Komponist und Musiker tätig.
Johann Friedrich Schwencke besuchte die Gelehrtenschule des Johanneums in Hamburg. Er erhielt Theorie- und Kompositionsunterricht bei seinem Vater sowie Unterricht in Violoncello, Klarinette sowie Klavier und Orgel bei verschiedenen Kollegen und Schülern des Vaters. Seine ersten Kompositionen, Sechs Lieder, erschienen 1820.
1829 wurde er Organist der Hauptkirche St. Nikolai in Hamburg und blieb hier bis an sein Lebensende. In seine Amtszeit fiel die Zerstörung der Kirche durch den Hamburger Brand 1842 und der Beginn ihres monumentalen Neubaus, dessen Fertigstellung er nicht mehr erlebte.
Er komponierte und arrangierte vor allem Kirchenmusik. 1832 gab er das Choralbuch zum Hamburgischen Gesangbuch heraus, das er nach der Gesangbuch-Neuausgabe 1842 neu bearbeitete. Es war weit verbreitet und erlebte 16 Auflagen bis 1898. Für die Hamburger Reformsynagoge, den Israelitischen Tempel, arrangierte er 1833 die Melodieen zum neuen israelitischen Gesangbuche. Besonderer Beliebtheit erfreute sich Schwenckes Serenade C-Dur, die bis Ende des 19. Jh. in verschiedenen Bearbeitungen veröffentlicht wurde.
Als er 1852 starb, folgte ihm sein Sohn Friedrich Gottlieb Schwencke (1823–1896) im Amt des Organisten an St. Nikolai nach.

## Werke
- Sechs Lieder mit Begleitung des Forte-Piano / in Musik gesetzt von J. F. Schwencke. Böhme, Hamburg [ca. 1820] (Digitalisat)
- Vierhändiger Marsch für das Forte Piano. Cranz, Hamburg 1828.
- Choral-Buch zum hamburgischen Gesangbuche. Hamburg 1832. (Digitalisat)
- Melodieen zum neuen israelitischen Gesangbuche. 1833
- Melodieen zum Hamburgischen Gesangbuche. Kayser & Fränkel, Hamburg 1834.
- Achtzig Choräle zum Hamburgischen Gesangbuche, nebst zwei Compositionen des „Amen“, für drei Stimmen gesetzt ... Fränkel, Hamburg 1836
- Gesang beim Freuden-Mahle zur [100-jährigen] Stiftungs-Feier des Altonaischen Gymnasiums am 19. September 1838. Hammerich & Lesser, Altona 1838.
- Adagio für die Violine: mit Begleitung des Orchesters. Hamburg [1840?] (Digitalisat)
- Kirchen- und Orgel-Compositionen.
  - Theil 1: 404 Choral-Vorspiele: für die Orgel mit obligatem Pedal oder für das Pianoforte zu 2, 3 oder 4 Händen. Himmelheber & Meyer, Hamburg 1841. (Digitalisat)
  - Theil 2: 24 Nachspiele in allen Tonarten und 24 Übergänge: für die Orgel mit obligatem Pedal. Hamburg: Himmelheber & Meyer 1841 (Digitalisat)
- Fünf und siebzig neu aufgenommene Choräle zum neuen Hamburgischen Gesangbuche: für Orgel oder Fortepiano, für Gesangvereine vierstimmig harmonisirt. Nachtrag zu dem, im Jahre 1833 hrsg. Choralbuche. Himmelheber und Meyer, Hamburg 1842. (Digitalisat)
- Vollständiges Choral- und Melodieenbuch nebst der zweiten Stimme zu den dreistimmigen Chorälen etc. [Selbstverlag], Hamburg 1843.
- Melodieen zum neuen Hamburgischen Gesangbuche. Hamburg 1843.
- Vollständiges Choralbuch zum Hamburgischen Gesangbuche: für Orgel oder Fortepiano, für Gesang-Vereine etc.; vierstimmig harmonisirt, durchgängig mit Zwischenspielen, mit Text, veränderter Harmonie, kritischen, historischen u. a. Anmerkungen etc. Schwenke, Hamburg 1844.(Digitalisat) (16 Auflagen bis 1898.)
- Vollständiges Choral-Melodieenbuch zum neuen Hamburgischen Gesangbuche: nebst zwei Compositionen des „Amen“. 4., wohlfeilere Ausg. in kleinen Typen. Hamburg 1845.
- Notturno für Harmonie- und Janitscharen Musik: op. 34. Böhme, Hamburg [ca. 1850].
- Lob- und Dank-Cantate: mit Begleitung der Orgel, einer Zug-Trompete, 4 Posaunen und Pauken (Violoncell und Contrabaß ad. lib.); op. 40. Hamburg 1849. (Digitalisat)